# Garantías Sociales

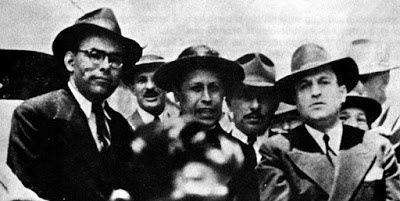
Manuel Mora Valverde (izquierda) junto a Víctor Manuel Sanabria Martínez (centro) y Rafael Ángel Calderón Guardia (derecha)

Se conoce como Garantías Sociales a una serie de reformas políticas progresistas realizadas en Costa Rica en los años 40, a raíz de la alianza entre diversas figuras políticas y religiosas, en beneficio de las clases trabajadoras. Si bien hubo diversos actores detrás de ellas, los tres principales dirigentes de las mismas fueron:
- Rafael Ángel Calderón Guardia, presidente en el período 1940-1944 y líder del Partido Republicano Nacional y de la tendencia política conocida como el calderonismo.
- Manuel Mora Valverde, diputado y líder del Partido Comunista Costarricense.
- Víctor Manuel Sanabria Martínez, arzobispo de San José y líder de la Iglesia católica de Costa Rica.

## Reseña
Las reformas fueron diversas y variadas, sin embargo las tres principales fueron:
Creación de la Caja Costarricense del Seguro Social, que universalizaba los servicios médicos. Mediante la promulgación de la ley de la Caja, todos los empleadores debían obligatoriamente asegurar a sus asalariados y realizar los pagos correspondientes a las cuotas obrero-patronales, lo que permitía al asegurado, su cónyuge y su familia inmediata ascendente o descendente, recibir atención médica por medio de los servicios de la Caja. Todos los menores de 18 años residentes en el país indistintamente de la nacionalidad están automáticamente asegurados por el estado. Las personas no aseguradas (desempleados, por ejemplo) igualmente pueden recibir los servicios de la Caja a crédito y generalmente en costos menores que un servicio médico privado.
Creación de la Universidad de Costa Rica, que brinda educación superior a los costarricenses. La UCR se convirtió en la mejor universidad de Centroamérica y está actualmente valorada como una de las mejores en el ranking mundial de universidades
Promulgación del Código de Trabajo, una ley laboral que cubre a todos los trabajadores de Costa Rica y que planteaba una serie de derechos pioneros para la época en cualquier país de Latinoamérica, incluyendo el salario mínimo, jornada laboral de ocho horas, los días feriados, las vacaciones, las cargas sociales, el aguinaldo (bono navideño) obligatorio, el pago doble de salario de trabajar en días feriados, el derecho a la huelga y los pagos de cesantía en caso de ser despedido sin justificación, así como las razones específicas únicas por las cuales un empleado puede ser cesado sin pago de cesantía (aunque aún en ese caso deberá pagarse lo acumulado de vacaciones y aguinaldo siendo esto parte del salario y no bonificaciones). Estas reformas fueron incluidas en un capítulo específico de la Constitución Política.

## La guerra de 1948
Las Garantías Sociales generaron un gran apoyo popular pero también el descontento y la ira de las clases más poderosas incluyendo la oligarquía cafetalera, la aristocracia castiza, algunos sectores intelectuales y se ganó la desconfianza del gobierno de Estados Unidos que veía con malos ojos la relación de Calderón con el comunismo. Adicionalmente, una serie de medidas tomadas por el gobierno calderonista engrosaron las filas de la oposición, como lo fue la persecución de alemanes e italianos que incluyó la confiscación de sus bienes y su reclusión en campos de concentración después de declararle la guerra al Tercer Reich durante la Segunda Guerra Mundial, acusaciones de fraude electoral y corrupción, así como acusaciones de represión de opositores.
En la oposición militaban entre otros José Figueres Ferrer, en aquel momento un personaje poco conocido pero que tendría un protagonismo enorme en la política costarricense de posguerra, Otilio Ulate Blanco, periodista y político conservador, León Cortés Castro, expresidente quien había militado en el Partido Republicano de Calderón pero posteriormente desertó e incluso fue candidato opositor en 1944. Cortés ha sido acusado de simpatías por el fascismo y antisemitismo, durante su gobierno se persiguió a judíos y comunistas, lo opuesto de Calderón quien era aliado del Partido Comunista y que persiguió a alemanes e italianos al declararle la guerra al fascismo. Castro fue candidato contra el candidato republicano apoyado también por los comunistas Teodoro Picado Michalski, hijo de una inmigrante polaca cuya comunidad había sido perseguida por Cortés.
En 1948 tras las elecciones de ese año entre el Bloque de la Victoria (la coalición de calderonistas y comunistas, estos últimos participando como parte de los llamados Frentes Populares que se daban en varias naciones a nivel internacional) que postulaba a Calderón por segunda vez y la oposición que postuló a Ulate, ambos bandos se acusan de fraude electoral y estalla la guerra del 48. El bando opositor era liderado por José Figueres, comandante del Ejército de Liberación Nacional, junto a diversos aliados como la Legión del Caribe y las fuerzas anticomunistas lideradas por Frank Marshall quien ostentaba doble nacionalidad costarricense y alemana y cuya familia (ligada al nazismo) había sido perseguida por Calderón.
La oposición gana la guerra civil derrotando al calderonismo. Calderón se exilia en Nicaragua y luego en México así como Mora Valverde emigra también a México. Sin embargo, antes de terminada la guerra Mora y Figueres negocian suscribiendo el Pacto de Ochomogo y el Pacto de la Embajada de México, donde Mora se compromete a rendirse a cambio de que Figueres no revierta las Garantías Sociales, a lo que Figueres accede.
De hecho el propio Figueres quien ejerció la presidencia de facto por poco menos de dos años antes de entregarle el poder a Otilio Ulate, hizo una serie de reformas socialistas y progresistas que incluyeron la creación del Instituto Costarricense de Electricidad, el sufragio femenino, el fin de la segregación racial (antes del 48 los negros no podían salir de ciertas áreas ni votar), la nacionalización de la Banca y la abolición del ejército. Es por ello que en general se acepta en la historiografía costarricense que los cuatro grandes reformadores sociales de la patria fueron Rafael Ángel Calderón Guardia, Manuel Mora Valverde, José Figueres Ferrer y Víctor Manuel Sanabria Martínez. Los tres primeros crearon sus propias ideologías de trascendencia a lo largo de la historia como el calderonismo, el figuerismo y el comunismo a la tica.
Figueres afirmó que fue visitado por varios representantes del empresariado más conservador, entre ellos Ricardo Castro Beeche, Francisco Jiménez Ortiz (accionista del Grupo Nación), Fernando Lara Bustamante y Sergio Carballo quienes le instaron a retrotraer las Garantías Sociales y abolir el Código de Trabajo y la Caja Costarricense de Seguro Social, ofreciéndole a cambio la presidencia del país y poner a su servicio al Gran Capital y la prensa. Figueres declinó indignado e informó de ello a Ulate.

## Consecuencia
Las Garantías Sociales tuvieron una repercusión importante en el desarrollo social y económico costarricense. La atención médica universal ha permitido que el país tenga uno de los mayores índices de salud (actualmente es considerado un destino importante de turismo médico y tiene los niveles más bajos de Mortalidad infantil de Latinoamérica), la educación pública obligatoria hasta la secundaria ha permitido que tenga un nivel de alfabetización del 98% (uno de los más altos de Latinoamérica) mientras que la creación del ICE ha dotado al país de accesibilidad en telecomunicaciones y electrificación de virtualmente el 100% del territorio.
Otro aspecto importante es el Código de Trabajo que dota a los asalariados costarricenses de una serie de derechos que incluso son superiores a los otros países países desarrollados (Costa Rica es considerado un país desarrollado de acuerdo al Banco Mundial) y según algunos estudios pudo haber contribuido a la creación de una fuerte clase media. En todo caso en Costa Rica nunca se dio la semi-feudalización que se dio en el resto de Centroamérica, y desde que empezó a desarrollarse su identidad por lo general las diferencias entre clases sociales nunca fueron muy marcadas.